# 施瓦茨河 (埃姆舍河支流)
51°31′9.40″N 7°1′20.32″E / 51.5192778°N 7.0223111°E

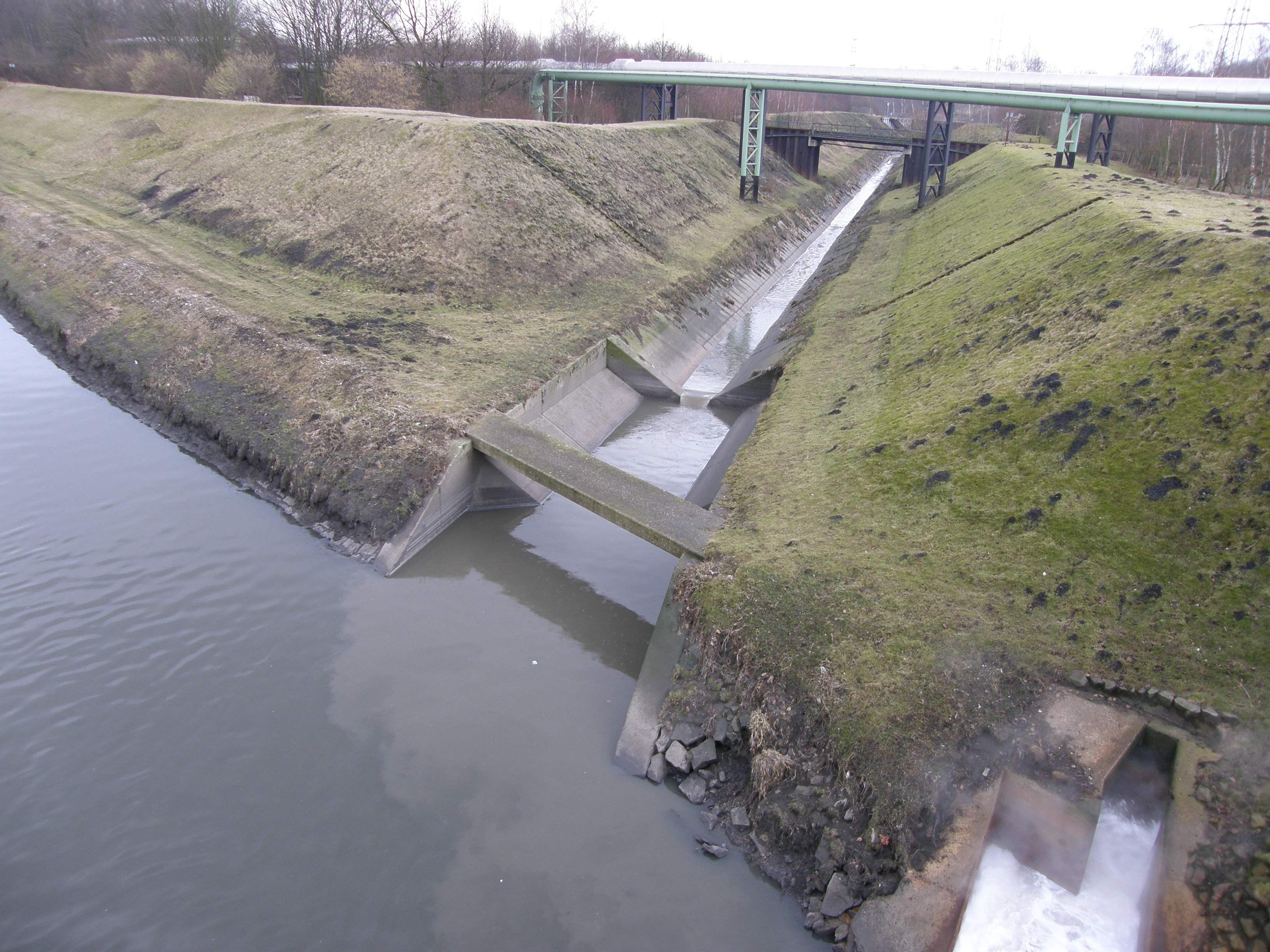

施瓦茨河（德語：Schwarzbach），是德國的河流，位於該國西部，處於北萊茵-威斯特法倫州，屬於埃姆舍河的支流，河道全長13.1公里，流域面積49平方公里，河口處在蓋爾森基興。